# Wallhausen, Bad Kreuznach
Wallhausen là một đô thị thuộc huyện Bad Kreuznach in Rheinland-Pfalz, phía tây nước Đức. Đô thị Wallhausen, Bad Kreuznach có diện tích 10,3 km².